# Lualaba

Lualabafloden i rött.

Lualabafloden i Kongo-Kinshasa i Afrika är Kongoflodens största biflod. Lualaba rinner från trakterna kring Lubumbashi i Haut-Katanga och norrut till Kisangani vid Boyomafallen där den övergår i Kongofloden.
Lualaba antogs i Europa vara Nilens källflod, innan Henry Morton Stanley färdades längs med floden och kunde konstatera att den rinner ut i Atlanten.
En biflod till Lualaba är Lukuga, till vilken Tanganyikasjön har sitt utlopp.

## Städer längs med Lualaba
- Bukama
- Kabalo
- Kongolo
- Kasongo
- Kindu
- Lowa
- Kisangani